# Jacob's Room
O Quarto de Jacob é um romance de Virginia Woolf publicado em 26 de outubro de 1922. Foi o primeiro livro de Woolf publicado pela editora do casal Woolf, a Hogarth Press.
O centro do livro, de uma forma muito ambígua, gira em torno da história de vida do protagonista Jacob Flanders, e é apresentado inteiramente pelas impressões que outros personagens têm de Jacob (exceto para aqueles momentos em que realmente começa perspectiva de Jacob). Assim, embora possa ser dito que o livro é essencialmente um estudo de personagem e tem pouco em termos de enredo ou de fundo, a narrativa é construída como um vazio no lugar do personagem central, de fato o romance não tem um "protagonista" em termos convencionais. Motivos de vazio e ausência assombram o novo e estabelecem a sua sensação de elegíaco. Jacob é descrito para nós, mas em termos tão indiretos que parece melhor vê-lo como uma amálgama de diferentes percepções das personagens e narrador. Ele não existe como uma realidade concreta, mas sim como uma coleção de memórias e sensações.